# Embajador Martini
Embajador Martini è una città dell'Argentina, nel Dipartimento di Realicó nella provincia di La Pampa.
Il centro pende il nome da Ferdinando Martini ambasciatore d'Italia in Argentina .

## Storia
La sua fondazione risale al 16 giugno 1910 sotto Antonio Devoto.Nello stesso anno arrivarono la ferrovia e la stazione.